# №9
«№ 9» — дев'ятий студійний альбом української співачки Марії Бурмаки виданий у 2004 році.

## Перелік пісень
| #     | Назва                  | Тривалість |
| ----- | ---------------------- | ---------- |
| 1.    | «Чому»                 |            |
| 2.    | «Це не тільки шоколад» |            |
| 3.    | «Той, той»             |            |
| 4.    | «Тільки мовчи»         |            |
| 5.    | «Скло»                 |            |
| 6.    | «Поміж нами»           |            |
| 7.    | «Нехай»                |            |
| 8.    | «Ніхто із нас»         |            |
| 9.    | «Не бійся жити»        |            |
| 10.   | «Я сама»               |            |
| 11.   | «Місто ангелів»        |            |
| 39:46 |                        |            |